# ファミ通Xbox360
『ファミ通Xbox360』（ファミつうエックスボックスさんろくまる）は、エンターブレインから発行されていたXbox及びXbox 360専門ゲーム雑誌（唯一の専門誌でもあった）。

## 概要
2002年1月に『ファミ通Xbox』の表題で創刊、2005年にXbox 360が発売されたことに伴い、同年9月30日発売の11月号より誌名を『ファミ通Xbox360』に変更した。公称発行部数は12万部。
編集スタッフの大半は元・『ファミ通DC』編集部員により構成されていた。Xbox 360のオンラインコンテンツ『inside xbox』の金曜日のコンテンツを担当したこともある。inside第3期に入ると毎月末に「月刊編集長」と題して松井ムネタツが出演するようになる。
2010年8月号でファミ通Xbox時代を含めて通巻100号を迎えた。
2012年10月号を最後に月刊を取りやめ季刊誌に変更。しかし季刊誌として発行されたのは変更時の一度きりで、2013年に入ってからは一度も発売されておらず事実上の休刊状態になった。
2014年4月24日、5pb.のXbox 360用ソフト『バレットソウル -インフィニットバースト-』が発売され、その初回生産限定版に『ファミ通Xbox 360 バレットソウル スペシャル』が同梱された。編集を担当した2代目編集長松井宗達は校了後の感想として「『ファミ通Xbox 360』をちゃんと終わらせることができてよかったです。ボクの中で、踏ん切りがつきました」と述べており、事実上の廃刊が示唆されている。

## 歴代編集長
- 初代 相沢浩仁（元ファミ通DC・ドリームキャストFAN編集長、元ファミ通PSP+PS3編集長）
- 2代目 松井宗達（松井ムネタツ）